# Cleora olivata
Cleora olivata är en fjärilsart som beskrevs av Fletcher 1953. Cleora olivata ingår i släktet Cleora och familjen mätare. Inga underarter finns listade i Catalogue of Life.